# Prime Climb
Prime Climb és un joc de taula de matemàtiques creat per Math for Love el 2014 basat en nombres primers. Es va crear el 2018 després d'aconseguir el finançament col·lectiu.
És àmpliament usat per explicar els tipus de nombres i les operacions matemàtiques bàsiques, a mode de joc. També es fa servir en les matemàtiques per explicar la teoria dels jocs.

## Instruccions
En el joc, les persones tiren dos daus, cada número pot ser afegit o restat al lloc on ocupa la seva fitxa, o multiplicar o dividir el nombre per la casella del jugador. L'objectiu és arribar a la casella 101. Si el jugador arriba a una casella nombre primer, el jugador s'emporta una carta, que pot ser tant bona com dolenta.